# Campeonato Argentino de Mayores 1999
El Campeonato Argentino de Mayores de 1999 fue la quincuagésimo-quinta edición del torneo de uniones regionales organizado por la Unión Argentina de Rugby. Se llevó a cabo entre el 6 de marzo y el 22 de mayo de 1999.
Debido al eventual cambio de formato en la siguiente edición del torneo, hubo cambios en el relevo de plazas durante esta temporada: no hubo descensos en ninguna de las categorías, mientras que los ascensos aumentaron de uno a dos equipos en la Zona Ascenso (1° y 2°) y la Zona Estímulo (ambos finalistas).
La Unión de Rugby de Buenos Aires obtuvo el campeonato de forma invicta, producto de cinco victorias y 37 tries anotados. Este fue el vigésimo-octavo título para el seleccionado de Buenos Aires y el primero obteniendo de forma consecutiva desde 1984.

## Equipos participantes
Disputaron esta edición las selecciones de veintiún uniones provinciales: seis en la Zona Campeonato, seis en la Zona Ascenso y nueve en la Zona Estímulo.
| División                  | Equipo              | Unión                                                |
| ------------------------- | ------------------- | ---------------------------------------------------- |
| Zona Campeonato 6 equipos | Buenos Aires        | Unión de Rugby de Buenos Aires                       |
| Zona Campeonato 6 equipos | Córdoba             | Unión Cordobesa de Rugby                             |
| Zona Campeonato 6 equipos | Cuyo                | Unión de Rugby de Cuyo                               |
| Zona Campeonato 6 equipos | Mar del Plata       | Unión de Rugby de Mar del Plata                      |
| Zona Campeonato 6 equipos | Rosario             | Unión de Rugby de Rosario                            |
| Zona Campeonato 6 equipos | Tucumán             | Unión de Rugby de Tucumán                            |
| Zona Ascenso 6 equipos    | Alto Valle          | Unión de Rugby del Alto Valle de Río Negro y Neuquén |
| Zona Ascenso 6 equipos    | Entre Ríos          | Unión Entrerriana de Rugby                           |
| Zona Ascenso 6 equipos    | Nordeste            | Unión de Rugby del Nordeste                          |
| Zona Ascenso 6 equipos    | San Juan            | Unión Sanjuanina de Rugby                            |
| Zona Ascenso 6 equipos    | Santa Fe            | Unión Santafesina de Rugby                           |
| Zona Ascenso 6 equipos    | Sur                 | Unión de Rugby del Sur                               |
| Zona Estímulo 9 equipos   | Austral             | Unión de Rugby Austral                               |
| Zona Estímulo 9 equipos   | Chubut              | Unión de Rugby del Valle del Chubut                  |
| Zona Estímulo 9 equipos   | Formosa             | Unión de Rugby de Formosa                            |
| Zona Estímulo 9 equipos   | Jujuy               | Unión Jujeña de Rugby                                |
| Zona Estímulo 9 equipos   | La Rioja            | Unión Riojana de Rugby                               |
| Zona Estímulo 9 equipos   | Misiones            | Unión de Rugby de Misiones                           |
| Zona Estímulo 9 equipos   | Oeste               | Unión de Rugby del Oeste de Buenos Aires             |
| Zona Estímulo 9 equipos   | Salta               | Unión de Rugby de Salta                              |
| Zona Estímulo 9 equipos   | Santiago del Estero | Unión Santiagueña de Rugby                           |

## Zona Campeonato
| Pos. | Equipos       | Partidos | Partidos | Partidos | Tantos | Tantos | Tantos | Pts. |
| Pos. | Equipos       | G        | E        | P        | PF     | PC     | DP     | Pts. |
| ---- | ------------- | -------- | -------- | -------- | ------ | ------ | ------ | ---- |
| 1.°  | Buenos Aires  | 5        | 0        | 0        | 292    | 80     | +212   | 10   |
| 2.°  | Tucumán       | 4        | 0        | 1        | 184    | 80     | +104   | 8    |
| 3.°  | Rosario       | 3        | 0        | 2        | 161    | 126    | +35    | 6    |
| 4.°  | Córdoba       | 2        | 0        | 3        | 118    | 137    | -19    | 4    |
| 5.°  | Cuyo          | 1        | 0        | 4        | 86     | 244    | -158   | 2    |
| 6.°  | Mar del Plata | 0        | 0        | 5        | 82     | 256    | -174   | 0    |

|  | Campeón |

Primera fecha
| 6 de marzo | Cuyo | 23 - 32 | Córdoba | Independiente Rivadavia, Mendoza         |                                          |
|            |      | Reporte |         | Árbitro(s): Pablo De Luca (Buenos Aires) | Árbitro(s): Pablo De Luca (Buenos Aires) |

| 6 de marzo | Mar del Plata | 6 - 41 | Tucumán |  |  |

| 6 de marzo | Rosario | 10 - 37 | Buenos Aires |  |  |

Segunda fecha
| 13 de marzo | Rosario | 60 - 17 | Mar del Plata |  |  |

| 13 de marzo | Buenos Aires | 91 - 3 | Cuyo |  |  |

| 13 de marzo | Tucumán | 29 - 9  | Córdoba | La Caldera del Parque, Lawn Tennis, Tucumán                               |                                                                           |
|             |         | Reporte |         | Asistencia: 5000 espectadores Árbitro(s): Ricardo Lamastra (Buenos Aires) | Asistencia: 5000 espectadores Árbitro(s): Ricardo Lamastra (Buenos Aires) |

Tercera fecha
| 20 de marzo | Cuyo | 22 - 47 | Rosario |  |  |

| 20 de marzo | Buenos Aires | 30 - 16 | Tucumán | Olivos Rugby Club, Vicente López |  |
|             |              | Reporte |         |                                  |  |

| 20 de marzo | Córdoba | 39 - 20 | Mar del Plata | Chateau Carreras, Córdoba                                           |  |
|             |         |         |               | Asistencia: 1000 espectadores Árbitro(s): Carlos Molinari (Rosario) |  |

Cuarta fecha
| 27 de marzo | Rosario | 23 - 10 | Córdoba |  |  |

| 27 de marzo | Cuyo | 14 - 58 | Tucumán |  |  |

| 27 de marzo | Mar del Plata | 23 - 92 | Buenos Aires |  |  |

Quinta fecha
| 3 de abril | Córdoba | 28 - 42 | Buenos Aires | Chateau Carreras, Córdoba                  |                                            |
|            |         | Reporte |              | Árbitro(s): Victor Rabuffetti (Entre Ríos) | Árbitro(s): Victor Rabuffetti (Entre Ríos) |

| 3 de abril | Tucumán | 40 - 21 | Rosario |  |  |

| 3 de abril | Mar del Plata | 16 - 24 | Cuyo |  |  |

|                        |
| Buenos Aires Campeón   |
| Vigésimo-octavo título |

## Zona Ascenso
| Pos. | Equipos    | Partidos | Partidos | Partidos | Tantos | Tantos | Tantos | Pts. |
| Pos. | Equipos    | G        | E        | P        | PF     | PC     | DP     | Pts. |
| ---- | ---------- | -------- | -------- | -------- | ------ | ------ | ------ | ---- |
| 1.°  | San Juan   | 4        | 1        | 0        | 169    | 109    | +60    | 9    |
| 2.°  | Santa Fe   | 3        | 1        | 1        | 147    | 108    | +39    | 7    |
| 3.°  | Entre Ríos | 3        | 0        | 2        | 92     | 69     | +23    | 6    |
| 4.°  | Alto Valle | 2        | 0        | 3        | 103    | 149    | -46    | 4    |
| 5.°  | Sur        | 2        | 0        | 3        | 100    | 109    | -9     | 4    |
| 6.°  | Nordeste   | 0        | 0        | 5        | 119    | 186    | -67    | 0    |

|  | Asciende a Zona Campeonato 2000 |

Primera fecha
| 1 de abril | Entre Ríos | 24 - 12 | Nordeste |  |  |

| 3 de abril | Santa Fe | 26 - 26 | San Juan |  |  |

| 3 de abril | Alto Valle | 29 - 25 | Sur |  |  |

Segunda fecha
| 10 de abril | San Juan | 23 - 16 | Entre Ríos |  |  |

| 10 de abril | Sur | 19 - 16 | Santa Fe |  |  |

| 10 de abril | Alto Valle | 32 - 20 | Nordeste |  |  |

Tercera fecha
| 24 de abril | San Juan | 52 - 19 | Alto Valle |  |  |

| 24 de abril | Nordeste | 33 - 34 | Sur |  |  |

| 16 de mayo | Santa Fe | 25 - 21 | Entre Ríos |  |  |

Cuarta fecha
| 1 de mayo | Sur | 16 - 19 | San Juan |  |  |

| 1 de mayo | Nordeste | 22 - 47 | Santa Fe |  |  |

| 1 de mayo | Entre Ríos | 19 - 3 | Alto Valle |  |  |

Quinta fecha
| 8 de mayo | Alto Valle | 20 - 33 | Santa Fe |  |  |

| 8 de mayo | San Juan | 49 - 32 | Nordeste |  |  |

| 8 de mayo | Sur | 6 - 12 | Entre Ríos |  |  |

## Zona Estímulo

### Subzona Norte 1
| Pos. | Equipos         | Partidos | Partidos | Partidos | Tantos | Tantos | Tantos | Pts. |
| Pos. | Equipos         | G        | E        | P        | PF     | PC     | DP     | Pts. |
| ---- | --------------- | -------- | -------- | -------- | ------ | ------ | ------ | ---- |
| 1.°  | Misiones        | 2        | 0        | 0        | 13     | 10     | +3     | 4    |
| 2.°  | Formosa         | 1        | 0        | 1        | 10     | 13     | -3     | 2    |
| 3.°  | Sgo. del Estero | 0        | 0        | 2        | 0      | 0      | +0     | 0    |

|  | Clasifica a final Norte |

| 10 de abril | Misiones | G.P. - P.P. | Santiago del Estero |  |  |

| 18 de abril | Santiago del Estero | P.P. - G.P. | Formosa |  |  |

| 25 de abril | Formosa | 10 - 13 | Misiones |  |  |

### Subzona Norte 2
| Pos. | Equipos  | Partidos | Partidos | Partidos | Tantos | Tantos | Tantos | Pts. |
| Pos. | Equipos  | G        | E        | P        | PF     | PC     | DP     | Pts. |
| ---- | -------- | -------- | -------- | -------- | ------ | ------ | ------ | ---- |
| 1.°  | Salta    | 2        | 0        | 0        | 165    | 5      | +160   | 4    |
| 2.°  | La Rioja | 1        | 0        | 1        | 23     | 79     | -56    | 2    |
| 3.°  | Jujuy    | 0        | 0        | 2        | 3      | 107    | -104   | 0    |

|  | Clasifica a final Norte |

| 6 de marzo | Jujuy | 3 - 18 | La Rioja |  |  |

| 13 de marzo | Jujuy | 0- 89 | Salta |  |  |

| 20 de marzo | Salta | 76 - 5 | La Rioja |  |  |

Final Norte
| 1 de mayo | Misiones | 6 - 73 | Salta |  |  |

### Subzona Sur
| Pos. | Equipos | Partidos | Partidos | Partidos | Tantos | Tantos | Tantos | Pts. |
| Pos. | Equipos | G        | E        | P        | PF     | PC     | DP     | Pts. |
| ---- | ------- | -------- | -------- | -------- | ------ | ------ | ------ | ---- |
| 1.°  | Chubut  | 2        | 0        | 0        | 77     | 7      | +70    | 4    |
| 2.°  | Austral | 1        | 0        | 1        | 39     | 46     | -7     | 2    |
| 3.°  | Oeste   | 0        | 0        | 2        | 24     | 87     | -63    | 0    |

|  | Clasifica a final Zona Estímulo |

| 11 de abril | Chubut | 48 - 7 | Oeste |  |  |

| 18 de abril | Oeste | 17 - 39 | Austral |  |  |

| 1 de mayo | Austral | 0 - 29 | Chubut |  |  |

Final Zona Estímulo
La final de la Zona Estímulo fue disputada por el ganador de la Subzona Sur y el ganador de la Final Norte. Ambos equipos ascendieron a la Zona Ascenso de la temporada siguiente.
| 22 de mayo | Chubut | 12 - 20 | Salta |  |  |

| Bandera de la Provincia de Salta |
| Salta Campeón Zona Estímulo      |